# Laguinge-Restoue
Laguinge-Restoue település Franciaországban, Pyrénées-Atlantiques megyében. Lakosainak száma 155 fő (2022. január 1.). Laguinge-Restoue Alos-Sibas-Abense, Haux, Lichans-Sunhar, Licq-Athérey, Montory és Tardets-Sorholus községekkel határos.

## Népesség
A település népességének változása:
| Lakosok száma | 183  | 173  | 172  | 158  | 157  | 157  | 156  | 156  | 155  |
|               | 2013 | 2015 | 2016 | 2017 | 2018 | 2019 | 2020 | 2021 | 2022 |